# Phaonia basichaeta
Phaonia basichaeta är en tvåvingeart som beskrevs av Fritz Isidore van Emden 1965. Phaonia basichaeta ingår i släktet Phaonia och familjen husflugor. Inga underarter finns listade i Catalogue of Life.